# EKZ CrossTour 2015-2016
Navigation
2014-2015 2016-2017
L'EKZ CrossTour 2015-2016 est la deuxième édition de l’EKZ CrossTour. Il a lieu du 13 septembre 2015 à Baden au 2 janvier 2016 à Meilen. Elle comprend cinq manches masculines et féminines. Toutes les épreuves font partie du calendrier de la saison de cyclo-cross masculine 2015-2016 masculine et féminine.

## Calendrier
| # | Date         | Course     |
| - | ------------ | ---------- |
| 1 | 13 septembre | Baden      |
| 2 | 4 octobre    | Dielsdorf  |
| 3 | 1er novembre | Hittnau    |
| 4 | 13 décembre  | Eschenbach |
| 5 | 2 janvier    | Meilen     |

## Hommes élites

### Résultats
| # | Date         | Lieu       | Vainqueur          | Deuxième              | Troisième              | Leader du classement général |
| - | ------------ | ---------- | ------------------ | --------------------- | ---------------------- | ---------------------------- |
| 1 | 13 septembre | Baden      | Laurens Sweeck     | Philipp Walsleben     | Francis Mourey         | Laurens Sweeck               |
| 2 | 4 octobre    | Dielsdorf  | Clément Venturini  | Dieter Vanthourenhout | Francis Mourey         | Clément Venturini            |
| 3 | 1er novembre | Hittnau    | David van der Poel | Sascha Weber          | Simon Zahner           | Dieter Vanthourenhout        |
| 4 | 13 décembre  | Eschenbach | Marcel Wildhaber   | Gioele Bertolini      | Michael Vanthourenhout | Marcel Wildhaber             |
| 5 | 2 janvier    | Meilen     | Francis Mourey     | Sascha Weber          | Lars Forster           | Francis Mourey               |

### Classement général
| Position | Coureur               | Points |
| -------- | --------------------- | ------ |
| 1        | Francis Mourey        | 298    |
| 2        | Simon Zahner          | 284    |
| 3        | Marcel Wildhaber      | 275    |
| 4        | Dieter Vanthourenhout | 247    |
| 5        | Steve Chainel         | 239    |
| 6        | Severin Sägesser      | 230    |
| 7        | Gioele Bertolini      | 229    |
| 8        | Sascha Weber          | 220    |
| 9        | Clément Russo         | 188    |
| 10       | Lukas Winterberg      | 174    |

## Femmes élites

### Résultats
| # | Date         | Lieu       | Vainqueur       | Deuxième          | Troisième     | Leader du classement général |
| - | ------------ | ---------- | --------------- | ----------------- | ------------- | ---------------------------- |
| 1 | 13 septembre | Baden      | Eva Lechner     | Pavla Havlíková   | Sina Frei     | Eva Lechner                  |
| 2 | 4 octobre    | Dielsdorf  | Pavla Havlíková | Hanka Kupfernagel | Sina Frei     | Pavla Havlíková              |
| 3 | 1er novembre | Hittnau    | Pavla Havlíková | Sina Frei         | Nicole Koller | Pavla Havlíková              |
| 4 | 13 décembre  | Eschenbach | Pavla Havlíková | Eva Lechner       | Sina Frei     | Pavla Havlíková              |
| 5 | 2 janvier    | Meilen     | Eva Lechner     | Pavla Havlíková   | Nadja Heigl   | Pavla Havlíková              |

### Classement général
| Position | Coureur           | Points |
| -------- | ----------------- | ------ |
| 1        | Pavla Havlíková   | 460    |
| 2        | Sina Frei         | 398    |
| 3        | Nicole Koller     | 318    |
| 4        | Eva Lechner       | 280    |
| 5        | Juliette Labous   | 256    |
| 6        | Perrine Clauzel   | 205    |
| 7        | Hanka Kupfernagel | 205    |
| 8        | Hélène Clauzel    | 202    |
| 9        | Lara Krähemann    | 186    |
| 10       | Évita Muzic       | 176    |